# Warren G. Harding
Pour les articles homonymes, voir Harding.
Warren Gamaliel Harding, né le 2 novembre 1865 dans le comté de Morrow (Ohio) et mort le 2 août 1923 à San Francisco (Californie), est un homme d'État américain. Il est le 29e président des États-Unis, du 4 mars 1921 à sa mort.
Membre du Parti républicain, il est sénateur des États-Unis pour l’Ohio à partir de 1915.
Ayant largement remporté l'élection présidentielle de 1920 sur un programme conservateur, il freine les réformes progressistes de ses prédécesseurs. Sa présidence est aussi marquée par des scandales impliquant son gouvernement et son entourage. Il meurt pendant son mandat, probablement d'une crise cardiaque.

## Biographie

### Origines et formation
Warren Gamaliel Harding naît le 2 novembre 1865 à Blooming Grove, dans l'État de l'Ohio. Ses parents, Phoebe Dickerson et George Harding sont tous deux médecins, sa mère ayant elle aussi obtenu le titre, rare à cette époque, grâce à son expérience de sage-femme. Il est l'aîné de six enfants et ses héros d'enfance sont Alexander Hamilton et Napoléon. Après ses études secondaires au « Central College » de l'Ohio, il commence à travailler et finit, à 19 ans, par racheter un journal local dont il est rédacteur pendant les cinq années suivantes.
À l’âge de 24 ans, Harding est sujet à une dépression nerveuse et passe plusieurs semaines dans un hôpital psychiatrique. Deux ans plus tard, il épouse Florence « Flossie » Mabel Kling DeWolfe, âgée de 30 ans, divorcée et mère d’un enfant. Florence DeWolfe avait hérité l’entêtement et le sens des affaires de son père et avait poursuivi Warren de ses ardeurs jusqu’à obtenir satisfaction. Son père était opposé au mariage et n’adressa pas la parole au couple pendant plusieurs années. Leur mariage n’est pas un exemple de passion amoureuse, Harding prêtant plus d’attention au poker et aux autres femmes qu’à la sienne.
Warren Harding est admis dans la franc-maçonnerie en 1901 mais, du fait de certaines inimitiés personnelles, son avancement au sein de sa loge est retardé jusqu'à sa nomination à la candidature présidentielle en 1920,.

## Parcours politique

### Débuts
Son influence en tant qu’éditeur de journal lui permet d’être élu au Sénat de l'État de l'Ohio en 1899, puis lieutenant-gouverneur de l’Ohio (1903-1905). Dans les deux cas, ses états de service passent relativement inaperçus et il retourne à une vie normale en 1905.
Il se présente au Sénat en 1914 et reste sénateur jusqu’en 1921, devenant ainsi le premier sénateur en fonction à être élu président des États-Unis.
Comme au cours de son premier mandat de sénateur, il ne se distingue pratiquement que par ses absences lors des deux tiers des votes à main levée dont celui du XIXe amendement donnant le droit de vote aux femmes.

### Élection présidentielle de 1920
W. Harding était quasiment inconnu hors de son État et il n’obtient la nomination en tant que candidat du Parti républicain que grâce aux manœuvres de ses amis, en particulier les magnats du pétrole Harry Ford Sinclair et Edward L. Doheny qui corrompent les délégués à la convention républicaine de juin 1920, « afin de leur faire désigner un improbable candidat, qui se traîne en queue de peloton parmi les candidats républicains ». Questionné sur son passé pour s’assurer qu’il n’existait pas un épisode malencontreux que ses concurrents pourraient utiliser contre lui, Harding répond non à tout alors que ses études supérieures sont limitées, qu’il a souffert d’une dépression et passé plusieurs années en psychiatrie, que ses relations avec son épouse sont difficiles (il l’appelle « la duchesse »), qu’il était pendant longtemps l’amant de la femme d’un de ses amis et qu’il buvait de l’alcool pendant la prohibition (ce qu'il continuera à faire à la Maison-Blanche). L’opposition va mettre au jour ces insuffisances pendant sa présidence.
Le candidat démocrate aux élections de 1920, est le gouverneur de l’Ohio, James Middleton Cox (dont le colistier est Franklin Delano Roosevelt). En fait, ces élections sont un référendum sur la continuation ou non de la politique progressiste de Woodrow Wilson. Le programme d’Harding de « retour à la normale » (Return to normalcy), est isolationniste, centré sur les WASP et sur la non-intervention de l’État fédéral dans les affaires intérieures.
Pendant la campagne électorale, la rumeur prétend que le trisaïeul de W. Harding est un Noir des Caraïbes et que d’autres Noirs se cachent dans son arbre généalogique. En réponse, le responsable de sa campagne annonce qu' « Aucune famille de l’État de l’Ohio n’a un passé aussi clair et honorable que les Harding, des pionniers aux yeux bleus et au sang pur issus de la Nouvelle-Angleterre et de la Pennsylvanie ». En privé, W. Harding admettra toutefois la possibilité qu’un de ses ancêtres ait pu franchir la barrière des couleurs.
Warren G. Harding est élu très facilement. Dans l'ensemble, son programme, basé sur le « retour à la normale » (sous-entendu, à l'isolationnisme après les ingérences de Woodrow Wilson dans la politique européenne), recueille l'adhésion d'une opinion publique qui n'a pas apprécié l'interventionnisme américain durant la Première Guerre mondiale. Eugene Victor Debs, le candidat du Parti socialiste, en prison pendant le vote, obtient quant à lui 3 % des suffrages.
| Candidat          | Parti       | Vote populaire | %    | Collège électoral |
| ----------------- | ----------- | -------------- | ---- | ----------------- |
| Warren G. Harding | Républicain | 16 133 314     | 60,3 | 404               |
| James M. Cox      | Démocrate   | 9 140 884      | 34,2 | 127               |

### Présidence

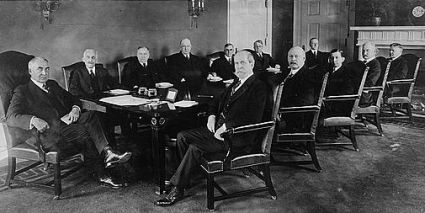
Première réunion du cabinet Harding en 1921.

Investi le 4 mars en tant que vingt-neuvième président des États-Unis, Harding commence son mandat par des lois qui isolent les États-Unis. Sur le plan intérieur, il favorise la politique du laissez-faire et les trusts, entame une politique contre les drogues et alcool, mais se laisse surtout déborder par de multiples scandales l'impliquant par son entourage proche. C'est en voulant faire une tournée dans le pays pour améliorer son image qu'il tombe malade et meurt avant d'achever son mandat.

#### Relations internationales
En raison de la brièveté de son mandat et de son manque d’intérêt pour la politique étrangère, Harding n’a laissé que peu de marque dans ce domaine. Sa présidence marque tout de même une nette rupture avec la phase d’interventionnisme wilsonien.
Ainsi, dès le 19 mai 1921, il signe une loi restreignant l’immigration annuelle en fonction de la nationalité. Cette loi gêne l’immigration en provenance des pays d’Europe du Sud et d’Europe centrale favorisant du coup les pays du Nord de l'Europe. Une semaine plus tard, le Congrès augmente les droits de douane afin de protéger l’économie. En juillet, sans avoir réglé la question de la réparation des dommages de guerre, il signe une résolution déclarant officiellement la fin de la guerre avec l’Allemagne, et, inaugure la tombe d'un soldat inconnu au cimetière national d'Arlington prélevé dans un cimetière français, le 11 novembre 1921. Il laisse la main à son secrétaire d'État, ministre des Affaires étrangères (Charles Evans Hughes), qui négocie, à la conférence navale de Washington de 1921-1922, une limitation des flottes militaires en vue de réduire les tensions existantes entre les États-Unis, le Royaume-Uni et le Japon dans le Pacifique, et il met fin le 10 janvier 1923 à l’occupation américaine en Allemagne.

#### Politique intérieure et affairisme
Là encore, il limite ses initiatives et semble se laisser déborder par son entourage affairiste (on dit que c'est sa femme qui aurait écrit son discours d'investiture).
Une fois élu, W. Harding nomme de nombreux alliés et amis aux plus hautes fonctions politiques. Connus sous le nom de « gang de l'Ohio », certains d’entre eux profitent de leurs pouvoirs pour voler le gouvernement. La corruption est endémique dans le gouvernement ou administration Harding sans qu’on sache exactement si ce dernier était réellement au courant des agissements illégaux de ses amis. L’un des plus célèbres scandales est celui du Teapot Dome qui choquera les Américains bien des années encore après la mort de Harding. Ce scandale impliquait l'ancien sénateur du Nouveau-Mexique, Albert B. Fall, qu'Harding avait nommé le 31 mai 1921 secrétaire à l'Intérieur et qui fut finalement reconnu coupable d’avoir concédé des terres fédérales à des intérêts privés en échange de prêts personnels. Alors que l'administration démocrate précédente du président Woodrow Wilson refusait toutes leurs demandes de concessions pétrolières, Fall avait par décret transféré le contrôle des réserves de pétrole de la Marine à l’Intérieur et l'exploitation de ces champs pétrolifères avait été sous-traitée à des compagnies pétrolières dont les propriétaires avaient offert à Fall un prêt à taux zéro de 100 000 $. Ce scandale du Teapot Dome, du nom d'un de ces champs pétrolifères dans le Wyoming, dura plus de deux ans, et, en 1931, Fall devient le premier membre d’un gouvernement américain à être envoyé en prison. On compte aussi Charles R. Forbes, ami du président nommé à la tête du Bureau des anciens combattants, arrêté pour pots-de-vin et envoyé huit mois en prison. Son assistant Charles Cramer s'est suicidé. Jess Smith, assistant du procureur général Harry M. Daugherty, s'est lui aussi suicidé, en 1923. Il n’existe cependant pas de preuve démontrant l’implication du président dans ces affaires.
Warren G. Harding dira : « Mon Dieu, ce boulot est infernal ! Je n’ai pas de problèmes avec mes ennemis, mais ce sont mes fichus amis qui me rendent insomniaque ». En fait, W. Harding préfère jouer au golf et au poker deux fois par semaine et, bien qu’ayant voté en faveur de la prohibition quand il était sénateur de l’Ohio, il maintient à la Maison-Blanche un bon stock d’alcools de contrebande. Il assiste régulièrement aux matchs de baseball, et son image se dégrade très vite. On lui doit toutefois la création du Bureau du Budget, ce qui accroît les pouvoirs du président en lui donnant la responsabilité du budget fédéral global plutôt que ministère par ministère.
Harding prend des mesures conservatrices, mais limitées, comme l'interdiction aux médecins de prescrire de la bière ou des spiritueux pour soigner un malade (novembre 1921) ou Narcotic Drugs Import and Export Act (en) (aussi appelé le Jones-Miller Act) qui crée le Federal Bureau of Narcotics (Bureau fédéral de contrôle des substances narcotiques).
L’économie de guerre a permis aux femmes d’acquérir des postes qui leur étaient jusque-là interdits. Elles ont voté pour la première fois aux élections de 1920 et deviennent une force politique à qui il faut faire des concessions d’où le passage de lois finançant les soins prénataux, par exemple (23 novembre 1921).
La minorité noire reste défavorisée : au retour de la guerre, les Noirs, en particulier au Sud, ne veulent pas reprendre « leur place ». Beaucoup d’entre eux émigrent vers le Nord — début de la Grande migration — qui, s’il n’est pas égalitaire, ne pratique pas ouvertement la discrimination des lois Jim Crow.

#### Mort
La santé de Harding est fragile. Les médecins prescrivent plusieurs traitements aux résultats variables. Le président souffre de neurasthénie, d'insuffisance cardiaque et se plaint de douleurs à la poitrine ou de crampes à l'estomac ; de plus, Harding est en surpoids et fume beaucoup,.
Premier président à prononcer un discours radiodiffusé (le 14 juin 1922), Harding souhaite rétablir son image, très ternie par les scandales et il entame, le 20 juin 1923, avec sa femme, un « voyage de compréhension » (de communication en d’autres termes) afin de rencontrer les Américains et de leur expliquer sa politique pour tenter de ramener la confiance malgré les scandales qui éclatent quasi quotidiennement dans la presse. Il devient le premier président américain à visiter l'Alaska ainsi que le Canada. À la fin de juillet, au retour d’Alaska, Harding est épuisé en arrivant au Palace Hotel (en) de San Francisco et il meurt dans la soirée du 2 août 1923, alors que son épouse lui lisait un article élogieux du Saturday Evening Post, « A Calm Review of a Calm Man ». Harding était âgé de 57 ans et 9 mois. Les médecins ont diagnostiqué un AVC bien qu'il s'agisse plus probablement d'une crise cardiaque.
Dans le climat de scandales à répétition qui entoure le président et son gouvernement, le bruit court qu’il a été empoisonné, mais aucune preuve ne viendra étayer cette rumeur. Les médecins militaires émirent plusieurs diagnostics : congestion cérébrale, intoxication alimentaire, crise cardiaque. Mme Harding refusa l'autopsie de son époux. Le vice-président Calvin Coolidge succède au défunt président et le corps de Warren G. Harding est rapatrié à la Maison-Blanche en l’attente de funérailles nationales.
Un livre de 1931 appelé « La mort étrange du Président Harding » (d'après les souvenirs et le journal de Gaston B. Means et écrit par Dixon Thacker May) émit l’idée qu’il y avait de nombreuses personnes, y compris sa femme, qui auraient pu vouloir assassiner le président, mais rien ne fut jamais prouvé. En 2018, le témoignage de Richard Sharon, descendant de la propriétaire du Palace Hotel de San Francisco, relance la thèse de l'empoisonnement.
Warren G. Harding repose au Harding Memorial Park de Marion dans l'État de l'Ohio.

## Vie privée
Pendant des années, la rumeur persiste sur les relations extra-conjugales du président, mais ce n’est qu’en 1963 qu’un auteur découvre les lettres d’amour qu’il a envoyées à la femme de son ami, sa maîtresse pendant quinze ans. Carrie Fulton Phillips (en) avait dix ans de moins que Harding. À partir de 1915, elle tente de le convaincre de quitter sa femme et, devant son refus, elle quitte son mari et part vivre à Berlin avec sa fille. Comme les États-Unis s’apprêtent à participer à la Première Guerre mondiale, elle revient aux États-Unis où la liaison reprend. Harding est alors sénateur de l’Ohio et le vote sur l’entrée en guerre contre l’Allemagne se profile.
Madame Phillips le menace de révéler leur liaison à l’opinion publique s’il vote pour la déclaration de guerre. Il ne cède pas et elle ne dira rien. Lorsqu'Harding se présente à l’élection présidentielle de 1920, le Parti républicain n’est pas au fait de l'affaire. Il est trop tard pour changer de candidat et, afin d’éviter un scandale, le parti paye plus de 50 000 $ et envoie Madame Phillips et sa famille en voyage au Japon. Elle recevra ensuite une allocation mensuelle, devenant ainsi la seule personne connue pour avoir réussi un chantage contre un des partis politiques majeurs.
En même temps que Carrie Phillips, Harding entretenait une autre liaison avec Nan Britton (en), une jeune femme de 30 ans de moins que lui. Selon Nan Britton, ils auraient conçu leur fille dans son bureau du Sénat en janvier 1919. Harding ne rencontra jamais sa fille mais il versa de grosses sommes au titre de sa pension alimentaire. Selon la rumeur, Harding et Britton continuèrent leur liaison pendant sa présidence, utilisant une petite pièce près du Bureau ovale. Après la mort d'Harding, Britton tenta sans succès d’obtenir une part de l’héritage et elle publia un livre, La fille du Président (The President’s Daughter), qui dévoile tout, s'attirant toutefois les critiques de la presse. En 2015, des tests ADN ont établi que Harding est bien le père de la fille de Nan Britton, Elizabeth Ann Blaesing,.
Il était chrétien baptiste et a été membre de la Trinity Baptist Church de Marion (Ohio), puis de la Calvary Baptist Church de Washington, D.C. .

## Postérité
Après sa mort subite, le nouveau président Calvin Coolidge en profite pour écarter définitivement du pouvoir les politiciens véreux du « Gang de l'Ohio » ayant été mêlés aux divers scandales financiers, dont Albert B. Fall. Les historiens américains considèrent parfois Warren Harding comme le pire président de leur histoire, à cause de la corruption qui régnait dans son administration. Cependant, avec le temps, la vision que les historiens ont de lui évolue et son image paraît moins négative[réf. nécessaire]. En effet, il n'a eu aucune responsabilité juridique avérée dans les scandales financiers qui ont terni sa présidence et sa mort prématurée l'a empêché de donner la juste mesure de ses éventuels talents politiques[réf. nécessaire].
Warren G. Harding repose au Harding Memorial Park de Marion dans l'état de l'Ohio. Son nom a été donné au lac Harding, dans l'Alaska intérieur.
Les archives présidentielles d'Harding sont conservées à l'Ohio History Connection après un don de la Harding Memorial Association. Sa veuve a néanmoins ordonné plusieurs destructions de documents.